# لوسيان كار
لوسيان كار (بالإنجليزية: Lucien Carr)‏ هو صحفي أمريكي، ولد في 1 مارس 1925 في نيويورك في الولايات المتحدة، وتوفي في 28 يناير 2005 في واشنطن العاصمة في الولايات المتحدة.

## وصلات خارجية
- لوسيان كار على موقع IMDb (الإنجليزية)
- لوسيان كار على موقع الموسوعة البريطانية (الإنجليزية)
- لوسيان كار على موقع كينوبويسك (الروسية)